# 당신의 집
《당신의 집》는 2002년 8월 16일에 MBC에서 방영한 베스트극장이다.

## 등장 인물

### 주요 인물
- 지서영 : 혜수 역
- 이효정 : 형석 역 - 혜수의 전남편
- 이현경 : 민주 역

### 그 외 인물
- 이미경
- 정하연
- 이미선
- 한지혜 : 시연 역 - 혜수의 딸

### 특별출연
- 김규철